# Elefant
De Panzerjäger Tiger(P) - Sd.Kfz. 184, beter bekend als Ferdinand en later aangepast tot Elefant, was een Duitse tankjager uit de Tweede Wereldoorlog. Deze werd vooral gebruikt aan het oostfront. De Elefant is in het Westen bekend geworden door zijn inzet in Italië na de geallieerde landingen aldaar. Zijn oorspronkelijke naam was gebaseerd op de voornaam van de ontwerper Ferdinand Porsche.

## Ontwikkeling Ferdinand
De Ferdinand was oorspronkelijk een prototype voor wat later de Tiger I zou worden. Porsche had al een voorserie geproduceerd en voorbereidingen getroffen voor de bouw van nog meer voertuigen. Toen bleek dat zijn versie werd afgewezen, werd op 22 september 1942 besloten negentig rompen om te bouwen tot een tankjager met het krachtige 88 mm PaK 43/2 Lang 71-kanon, hetzelfde dat later bij de Tiger II toegepast zou worden. Op 30 november was een houten model op ware grootte klaar. Op 19 maart 1943 werd het eerste prototype, serienummer 150010, getoond aan Adolf Hitler. In de maanden april en mei werden de negentig serievoertuigen afgeleverd door de Nibelungenwerk in Sankt Valentin, serienummers 150011 tot en met 150100.  De Porscherompen, waarop ook nog drie bergingstanks, Bergetiger(P), bestemd voor een Tigerbataljon gebouwd zijn, vormen zo een unieke en uitzonderlijk kleine serie van Duitse chassis.

## Beschrijving

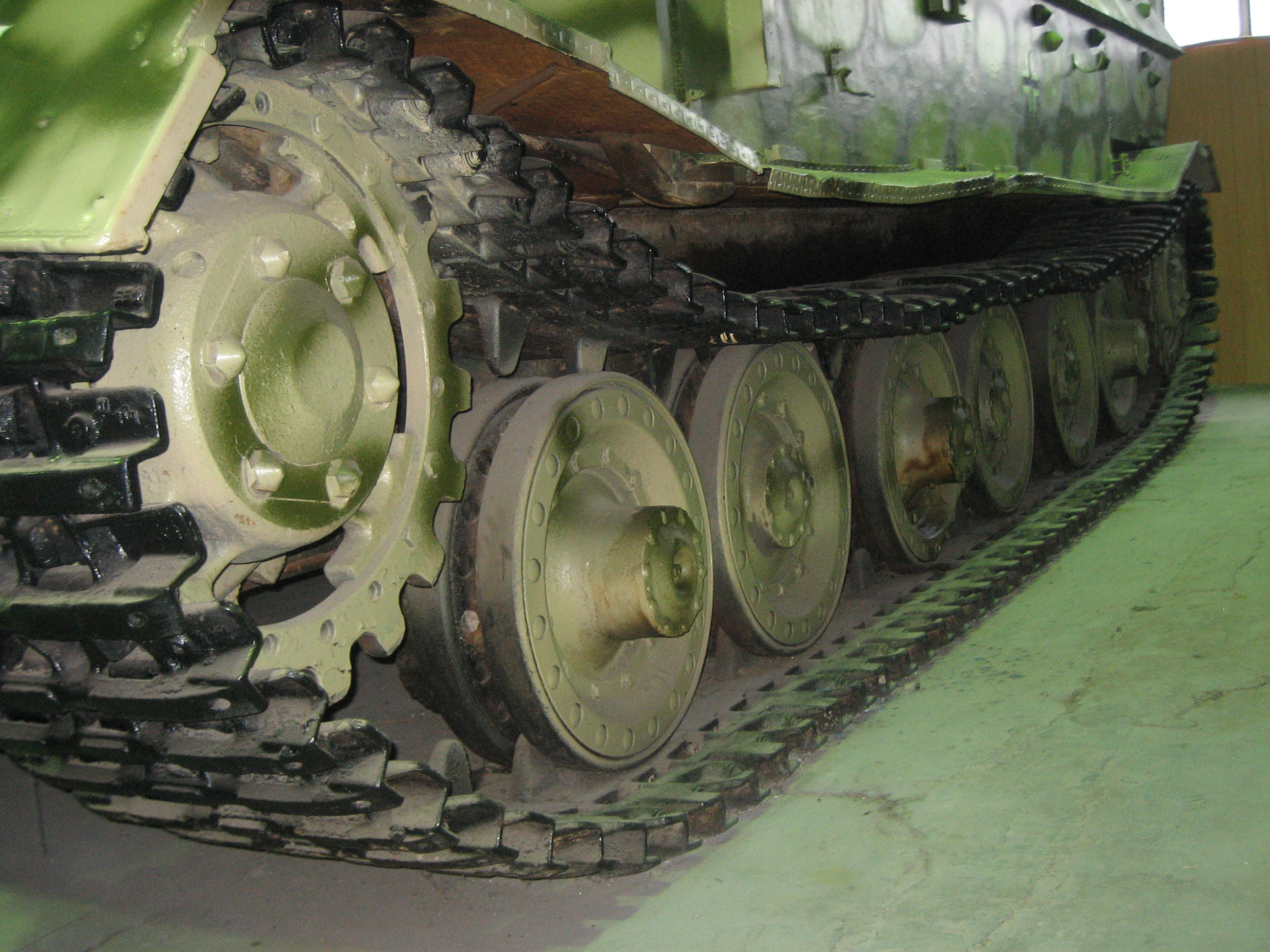
De speciale Porscheophanging

Porsche had erg zijn best gedaan om bij de productie van zijn prototype voor de zware Tiger allerlei innovatieve technieken te gebruiken. Zo waren er twee motoren en maakten die gebruik van een petro-elektrische aandrijving waarbij de benzinemotor via een generator een elektromotor aandrijft. Dit verhoogt het koppel, iets wat erg nuttig is bij een zware tank. Een nadeel is dat zo'n overbrenging snel doorbrandt bij te sterke belastingen. Een andere vernieuwing was dat de zes loopwielen per zijde per paar geveerd werden door een korte torsiestaaf die naast de wielen in de lengte was aangebracht. Een torsiestaafophanging is betrouwbaar, maar neemt meestal ruimte in beslag op de bodem van de romp, wat de hoogte vergroot. Dit nadeel werd door Porsches innovatie vermeden; maar deze schiep wel het nieuwe nadeel dat de vering minder goed was, wat de snelheid nadelig beïnvloedde. Die was toch al niet te hoog want het chassis werd veel zwaarder belast dan eerst voorzien: zo'n 65 in plaats van 55 ton. De motoren werden van achteren naar het midden van de romp verplaatst. Vooraan was een aparte ruimte voor de chauffeur en de seiner. Achterop was een enorme bak van vijftien ton gebouwd met de gevechtsruimte voor vier man — commandant, schutter en twee laders — om het krachtige kanon te bedienen. Daardoor maakte het hele voertuig een erg massieve indruk. In feite was het echter niet zo heel erg groot. De echte oorzaak van de hoge massa was het met bouten aanbrengen van vijf ton extra bepantsering op de voorkant van de romp, waar 100mm-pantserplaten de dikte nog eens verdubbelden. Deze maakten de Ferdinand tot het zwaarst bepantserde gevechtsvoertuig van 1943. De in feite niet al te ruime opbouw, ook van voren met 200 mm bepantserd, maakte maar een domping mogelijk van 8°, zodat het moeilijk was op hellingen rompgedekte posities te vinden. Daar stond tegenover dat het type in 1943 vrijwel immuun was voor alle antitankwapens.

## Slag om Koersk
De negentig Ferdinands werden ingedeeld bij de schwere HeeresPanzerjägerAbteilungen 653 en 654, die speciaal voor dit doel in april opgericht waren. Ieder had een organieke sterkte van 45 Ferdinands — en dus geen enkele materieelreserve. Ieder bataljon had drie compagnieën met drie pelotons van vier voertuigen. De bataljonscommandant had drie voertuigen en de compagniescommandanten twee. Zes Panzerkampfwagen III's werden speciaal omgebouwd als munitievoertuig voor de eenheden. Ze werden door Adolf Hitler persoonlijk op 6 februari 1943 bestemd voor het oostfront; uiteindelijk tot deelneming aan Operatie Citadel (beter bekend als de Slag om Koersk) in juli 1943, als deel van het Schweres Panzerjäger-Regiment 656 dat toegevoegd was aan het 41e Pantserkorps. Aan het begin van de slag had sPzJägAbt 653 in werkelijkheid 45 Ferdinands en sPzJägAbt 654 er 44.
Sommige Ferdinands bereikten het front bij Koersk echter niet vanwege storingen. Dit was te wijten aan de te zwakke transmissie. Tijdens de slag bleek het ontbreken van een ingebouwd machinegeweer de grootste ontwerpfout. In de gevechtsruimte hing alleen een los machinegeweer; er was geen enkele mogelijkheid om vanuit het voertuig vuur af te geven. Sommige bemanningen vuurden kennelijk maar door de loop van het kanon. Hierdoor kon de Sovjet-infanterie buiten het bereik van het geschut — zelfs naar voren waren er nog vele dode hoeken — het voertuig naderen en er explosieven op of tegen plaatsen. Een dozijn Ferdinands ging door infanterieaanvallen verloren. Dat de Ferdinand geen ingebouwd machinegeweer had kwam doordat hij puur defensief bedoeld was; een gemechaniseerd geschut om op lange afstand oprukkende tanks te vernietigen. Omdat hij geen draaiende geschutskoepel had, en dus het hele voertuig mee moest draaien als het kanon meer dan 25° traverse moest maken, was de Ferdinand kwetsbaar in het nabije gevecht. Hitler zette het type verkeerd in als een soort doorbraaktank aan de noordvleugel van het offensief, waar de aanval al snel geheel vastliep. Desondanks was de Ferdinand toch een redelijk succes, vooral toen men ze na begin juli op de correcte wijze begon te gebruiken. Ferdinands vernietigden tot november 1943 honderden Sovjettanks, voornamelijk T-34's, tegen een verlies van veertig voertuigen. De officiële claims voor het 656e sPzjRegiment beliepen 502 uitgeschakelde tanks. Het kanon stond erom bekend een enorm effectief bereik te hebben. Een Ferdinand, hoewel niet beschikkend over een echte afstandsmeter, heeft ooit een T-34 uitgeschakeld over een afstand van 4500 meter.

## Verandering in Elefant
Na de acties in 1943 werden de 48 van de vijftig overgebleven Ferdinands herbouwd en (om onduidelijke redenen) op 1 mei 1944 omgedoopt tot Elefant. De twee andere werden in oktober omgebouwd tot bergingstank. Van de Bergetiger(P) zijn er dus vijf gebouwd. De voornaamste wijzigingen waren voor de Elefant:
- Er werd nu standaard aan de voorkant een MG34 machinegeweer gemonteerd.
- Het pantser werd van voren nog dikker dan het al was om de pantserplaten hechter te verbinden; daardoor en door andere kleine wijzigingen werd de massa verhoogd naar 70 ton.
- Er werd een commandokoepeltje aangebracht.
- Om de toegenomen massa te kunnen dragen werden de rupsbanden verbreed.
- Het voertuig werd gedeeltelijk bedekt met een laag pasta tegen magnetische landmijnen of kleefbommen, het zogeheten Zimmerit.

## Inzet van de Elefant
Alle Elefanten werden nu geconcentreerd in schwereHeeresPanzerjägerAbteilung 653 die vanaf 24 februari 1944 in Italië werd ingezet. Men moest op bevel van Hitler het bruggenhoofd van Anzio aanvallen, zodat het voertuig opnieuw fout werd ingezet. In april ging men alweer terug naar het oostfront. In de herfst waren er nog maar zo weinig voertuigen beschikbaar dat een aparte schwereHeeresPanzerjägerKompanie 614 werd opgericht en het 653e zelf overschakelde op de Jagdtiger. De laatste ongeveer veertien voertuigen werden tot het einde van de oorlog tegen de Sovjets ingezet — de laatst bekende inzet van een Elefant vond plaats bij Zossen in Brandenburg, toen het Rode Leger Berlijn al dicht genaderd was. Toen bestond de compagnie ook al niet meer: Kampfgruppe Ritter, een noodeenheid, had de vier laatste nog rijklare voertuigen in dienst genomen.

## Overgebleven exemplaren
Een bij de Slag om Koersk buitgemaakte Ferdinand bevindt zich in het Russische tankmuseum in Koebinka. Een in Italië achtergebleven Elefant is naar de Verenigde Staten gebracht en bevindt zich, na uitgebreid onderzoek door het leger, in het tankmuseum te Aberdeen (Maryland).

## Varianten
- Ferdinand: productiemodel waarvan 91 exemplaren werden gebouwd.
- Elefant: aangepaste Ferdinand versie met Zimmerit, een commandant torentje en een MG34 in de neus. 48 exemplaren (Ferdinand exemplaren)
- Bergetiger(P): een bergingstank. Slechts drie stuks gebouwd.
- Räumpanzer Tiger(P) Rammtiger: een experimentele tank om obstakels te doorbreken. Slechts één exemplaar gebouwd.